# Сборная Кыргызстана по регби
Мужская сборная Кыргызстана по регби — команда по регби, участвующая от имени Кыргызстана в международных матчах и спортивных мероприятиях, в составе которой могут участвовать только игроки, имеющие гражданство этой страны, проживающие в ней, или имеющие право на участие в сборной в силу происхождения родителей или бабушек и дедушек. За работу сборной отвечает Кыргызский союз регби, член ARFU и ассоциированный член World Rugby.
Она дебютировала на международной арене в матче против Ирана 5 октября 2008 года.
Принимала участие в первых двух региональных турнирах Asian Five Nations (пол. Asian Five Nations), в 2010 году должна была участвовать в турнире 4-го дивизиона, но в связи с закрытием границы между Казахстаном и Кыргызстаном турнир не посетила.